# Gruissan
Gruissan – miejscowość i gmina we Francji, w regionie Oksytania, w departamencie Aude. Gmina znajduje się na terenie Parku Regionalnego Narbonnaise en Méditerranée. 
Według danych na rok 1990 gminę zamieszkiwało 2170 osób, a gęstość zaludnienia wynosiła 50 osób/km² (wśród 1545 gmin Langwedocji-Roussillon Gruissan plasuje się na 177. miejscu pod względem liczby ludności, natomiast pod względem powierzchni na miejscu 80.).

## Zabytki
Zabytki w miejscowości posiadające status Monument historique:
- wieża Barberousse (Tour Barberousse)
- Grotte de la Crouzade